# Products of the Palm: The Banana and Cocoanut Industries, Jamaica, West Indies
Products of the Palm: The Banana and Cocoanut Industries, Jamaica, West Indies è un cortometraggio muto del 1913. Non si conosce il nome del regista del film, un documentario prodotto dalla Edison in Giamaica.

## Produzione
Il film fu prodotto dalla Edison Company.

## Distribuzione
Distribuito dalla General Film Company, il film - un cortometraggio di 100 metri - uscì nelle sale cinematografiche degli Stati Uniti il 22 dicembre 1913. Nelle proiezioni, veniva programmato con il sistema dello split reel, accorpato in un'unica bobina con un altro cortometraggio prodotto dalla Edison, la commedia Teaching His Wife a Lesson.